# Wolfgang Koeppen
Wolfgang Arthur Reinhold Koeppen (Greifswald, 1906. június 23. – München, 1996. március 15.) a második világháború utáni német irodalom egyik legjelentősebb írója. Mindenekelőtt trilógiája által vált híressé (Trilogie des Scheiterns).

## Élete
Wolfgang Koeppen házasságon kívüli született és 1908-ban anyjával Kelet-Poroszországba, először Thornba, majd Ortelsburgba költözött. Az első világháború után visszatértek Greifswaldba. Itt járt középiskolába, majd könyvkereskedőnek tanult. Később egyetemre kezdett járni és különböző újságoknak írt. 1926-1927-ben dramaturgként és rendezőként dolgozott a würzburgi színházban, majd Berlinbe költözött. Itt 1931-től 1933-ig a berlini Börsen-Courier című lap kultúra rovatának volt a szerkesztője. 1934-től 1938-ig Hollandiában (Scheveningen) tartózkodott, majd ismét Berlinben lakott és forgatókönyveket írt. Ezt követően Münchenben élt illetve a Starnbergi-tónál (rejtőzködve, hogy elkerülje a behívóparancsot). A háború után Münchenben telepedett le. Hosszú utakra vállalkozott Európán és az Egyesült Államokon keresztül. 1962-ben a Büchner-díjjal tüntették ki. Már korai regényeiben (Eine unglückliche Liebe és Die Mauer schwank) megfigyelhető, hogy a modern elbeszélésművészet hatással volt rá, de a nemzetiszocializmus idejében nem tudott igazán kibontakozni. Csak három nagy háború utáni regénye (Tauben im Gras, Das Treibhaus, Tod in Rom) teszi bizonyossá, hogy Koeppen a James Joyce, John Dos Passos és Alfred Döblin által képviselt expresszionista elbeszélő stílus következetes képviselője, melynek jellegzetessége a filmszerű vágástechnika, a belső monológ, az egyidejűség. A három regényben Koeppen agresszív-kritikus hangvételben rajzolja meg a háború utáni restauráció képét Németországban, ahol a nemzetiszocialisták és követőik újra befolyásra tesznek szert és társadalmi, gazdasági és politikai téren újra megvetik a lábuk. Wolfgang Koeppen írói tevékenységét mindig nagy szünetek szakították meg. A regények után nagy sikerrel írt különféle úti beszámolókat és útleírásokat, esszéket, majd újabb hosszú szünet után jelent meg Jugend című regénye, egy stilisztikailag összetett, önéletrajzi alapú próza. Az írás középpontjában egy traumatikus, a külvilágtól izolált és a társadalmi intézmények erőszakában szocializálódott én áll.

## Művei
- Eine unglückliche Liebe, 1934
- Die Mauer schwankt, 1935

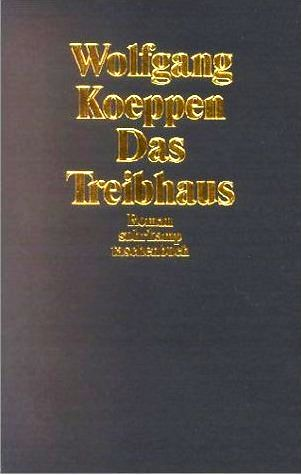
A Das Treibhaus a Suhrkamp Verlag kiadásában

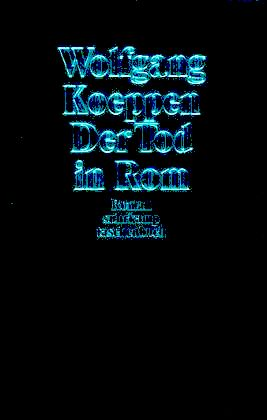
A Der Tod in Rom a Suhrkamp Verlag kiadásában

- Jakob Littner: Aufzeichnungen aus einem Erdloch, 1948
- Tauben im Gras, 1951
- Das Treibhaus, 1953
- Der Tod in Rom, 1954
- Empfindsame Reisen. Nach Rußland und anderswo, 1958
- Amerikafahrt, 1959
- Reisen nach Frankreich, 1961
- New York, 1961
- Romanisches Café. Erzählende Prosa, 1972
- Jugend. 1976
- Die elenden Skribenten. Rezensionen, Porträts. 1981
- Angst. Erzählende Prosa 1974-84, 1987
- Morgenrot. Anfänge eines Romans, 1987
- Es war einmal in Masuren, 1991
- Ich bin gern in Venedig warum, 1994
- Auf dem Phantasieroß. Prosa aus dem Nachlaß (szerk.) Alfred Estermann, 2000

## Magyarul
- Halál Rómában. Regény; ford. Csányi István; Európa, Bp., 1960
- Melegház; ford. Csányi István; Európa, Bp., 1961 (Modern könyvtár)